# 로이 최
로이 최(Roy Choi, 1970년 2월 24일 ~ )는 한국계 미국인인 셰프이다.  푸드 트럭 코기(Kogi)를 몰며 한국식 타코를 팔아 일약 유명해졌다.

## 생애
로이는 1970년 2월 24일 서울특별시에서 대한민국인 아버지 최명수와 북한 출신의 어머니 최연진 사이에서 태어났다. 로이는 부모님을 따라 1972년 미국으로 이민갔다.
로스앤젤레스와 캘리포니아 남부에서 자랐으며, 부모님은 주류 판매점, 드라이클리닝 숍, 한식당 등 여러 사업을 하였다. 또한, 애너하임에서 부모님은 3년간 실버가든(Silver Garden)이라고 불리는 한식당을 로이가 어렸을 때 3년간 운영했다.
로이는 영재 프로그램으로 교육을 받으려고 했으나, 학교 교육을 받기 위해 캘리포니아의 빌라파크로 이주했다. 하지만 로이는 방황하였으며, 나쁜 무리와 어울리며 약물을 하기 시작했다. 15살이 되던 해, 부모님은 시그널힐의 서던 캘리포니아 군사 아카데미에 입학시켰다.
고등학교 졸업 후, 로이는 대한민국에서 영어를 가르치는 것을 희망했다. 캘리포니아 주립 대학교 풀러턴에 입학하였으며, 철학과 학사를 취득했다. 또, 로이는 웨스턴 주립 대학교 법학대학원에 진학했으나, 1학기 만에 자퇴했다. 24살이였던 로이는 그 당시인 1994년과 1995년이 암울했던 시기라고 말하며, 에머릴 러가시의 "Essence of Emeril" 쇼에 빠졌다고 하였다. 결국, 1996년 로이는 뉴욕주 하이드파크의 더 컬리너리 인스티튜트 오브 아메리카에 입학했다.
이후 존 파브로와 함께 넷플릭스 요리 토크쇼인 "더 셰프 쇼"에 출연했다.

## 출연 작품
- 아메리칸 셰프 - 본인 역